# Neolitsea sutchuanensis
Neolitsea sutchuanensis är en lagerväxtart som beskrevs av Y.C. Yang. Neolitsea sutchuanensis ingår i släktet Neolitsea och familjen lagerväxter. Inga underarter finns listade i Catalogue of Life.